# Daniel Juárez
Pour les articles homonymes, voir Juárez.
Daniel Omar Juárez, né le 14 mars 1988 à Las Breñas, est un coureur cycliste argentin.

## Palmarès sur route

### Par année
- 2011
  - 3e étape du Tour de San Juan
  - 2e de la Doble Difunta Correa
- 2012
  - Copa Asunción
  - 3e étape de la Vuelta a la Bebida
  - 3e de Mendoza-San Juan
- 2013
  - 6e étape du Tour de Mendoza
  - Doble Calingasta :
    - Classement général
    - 1re étape

  - Mendoza-San Juan
- 2014
  - Clásica 25 de Mayo
  - 1re étape de la Doble Chepes
  - 2e de la Doble Chepes
- 2015
  -  Champion d'Argentine sur route
  - Clásica 1° de Mayo
  - 3e étape du Tour de Santa Cruz
  - 3e du Tour de Santa Cruz
- 2016
  - Vuelta Alto Parana :
    - Classement général
    - 4e étape

  - 2e étape du Tour du Rio Grande do Sul
- 2017
  - Gran Premio Nuevos Caminos de Traslasierra
  - Tour de Tapso
  - 3e de la Doble Difunta Correa
- 2018
  - Vuelta a Jáchal :
    - Classement général
    - 2e étape

  - Vuelta del Este :
    - Classement général
    - 1re étape

  - 3e de la Clásica 1° de Mayo
- 2019
  - Clásica Coquimbito
  - Circuito Aniversario la Bebida
  - 2e de la Doble Media Agua
- 2020
  - 2e étape du Giro del Sol San Juan
- 2021
  - Vuelta al Valle :
    - Classement général
    - 6e étape
- 2022
  - Copa Ferraro
  - Prologue de la Vuelta al Valle
- 2023
  - Mendoza-San Juan
  - 1re étape de la Doble San Francisco-Miramar
  - 2e de la Clásica 1° de Mayo
  - 2e de la Doble San Francisco-Miramar
- 2024
  - 1re étape du Giro de Hernandarias
  - 2e du championnat d'Argentine sur route
- 2025
  - 2e étape du Giro del Sol San Juan
  - 3e du Giro del Sol San Juan

### Classements mondiaux
| Année            | 2015 | 2016 |
| ---------------- | ---- | ---- |
| UCI America Tour | 76e  | 369e |

## Palmarès sur piste

### Championnats nationaux
- 2022
  - 3e du championnat d'Argentine de course aux points[3]
- 2023
  -  Champion d'Argentine de poursuite par équipes (avec Rubén Ramos, Rodrigo Díaz et Santiago Sánchez)[4]
- 2024
  -  Champion d'Argentine du scratch[5]
  - 2e du championnat d'Argentine de l'élimination[5]